# 涅布拉 (漫威漫畫)
涅布拉（英語：Nebula），是漫威漫畫中的虛構超級英雄，由作家羅格·斯特恩和藝術家約翰·布申塞馬所創作。涅布拉首次於《復仇者聯盟》#257中登場。

## 人物
涅布拉是一名殘酷的宇宙海盜和僱傭兵，她奪取了一艘以前由薩諾斯指揮的巨型戰艦「聖域二號」的控制權。據說在薩諾斯臨死前，涅布拉稱他是自己的祖父。

## 其他媒體

### 電影
- 漫威電影宇宙：由凱倫·吉蘭飾演涅布拉（英语：Nebula (Marvel Cinematic Universe)）。
  - 《星際異攻隊》[1]（2014年）
  - 《星際異攻隊2》[2]（2017年）
  - 《復仇者聯盟3：無限之戰》（2018年）
  - 《復仇者聯盟：終局之戰》（2019年），分為現在及過去時空。[3]
  - 《雷神索爾：愛與雷霆》（2022年）：客串
  - 《星際異攻隊3》（2023年）

### 電視
- 《銀色衝浪手（英语：Silver Surfer (TV series)）》：由珍妮弗·戴爾（英语：Jennifer Dale）配音。
- 《Q版大英雄》：由珍·林奇配音[4]。
- 《銀河护卫队（英语：Guardians of the Galaxy (TV series)）》：由克里·薩莫（英语：Cree Summer）配音[5]。
- 漫威電影宇宙：由凱倫·吉蘭回歸飾演涅布拉。
  - 《無限可能：假如…？》（2021-2023年）[6][7]：動畫劇集，配音演出。
  - 《星際異攻隊假日特輯》（2022年）

### 遊戲
- 《漫威超級英雄：寶石戰爭（英语：Marvel Super Heroes In War of the Gems）》
- 《Q版超級英雄大戰：極限挑戰（英语：Marvel Super Hero Squad: The Infinity Gauntlet）》：由珍·林奇配音[8]。
- 《Marvel：復仇者聯盟（英语：Marvel: Avengers Alliance）》
- 《漫威：未來之戰》：手機遊戲，涅布拉是玩家可使用角色之一。
- 《漫威復仇者學院（英语：Marvel Avengers Academy）》：由連娜·薩奇配音[9]。
- 《星際異攻隊：Telltale系列（英语：Guardians of the Galaxy: The Telltale Series）》：由艾許莉·伯奇配音[10]。
- 《Marvel：英雄大亂鬥（英语：Marvel: Contest of Champions）》，手機遊戲。涅布拉是玩家可使用角色之一[11]。
- 《漫威：未來革命》

## 外部連結
- Nebula （页面存档备份，存于） 漫畫書數據庫
- Nebula （页面存档备份，存于） 超級英雄數據庫
- Marvel Comics Database: Nebula （页面存档备份，存于）